# Caumont, Eure
 Caumont  là một xã thuộc tỉnh Eure trong vùng Normandie miền bắc nước Pháp.